# Posthäuschen
Posthäuschen ist eine Ortschaft in Hückeswagen im Oberbergischen Kreis im Regierungsbezirk Köln in Nordrhein-Westfalen (Deutschland).

## Lage und Verkehrsanbindung
Posthäuschen liegt im südlichen Hückeswagen an der Kreisstraße K5 zwischen Altenholte und Westenbrücke. Nachbarorte sind Altenholte, Neuenholte, Sohl, Knefelsberg, Kobeshofen und Berbeck.

## Geschichte
Posthäuschen entstand erst in der zweiten Hälfte des 19. Jahrhunderts. Im Gemeindelexikon für die Provinz Rheinland werden 1885 ein Wohnhaus mit neun Einwohnern angegeben. Der Ort gehörte zu dieser Zeit zur Landgemeinde Neuhückeswagen innerhalb des Kreises Lennep. 1895 besitzt der Ort ein Wohnhaus mit neun Einwohnern, 1905 zwei Wohnhäuser und zehn Einwohner.